# Société des usines Chausson

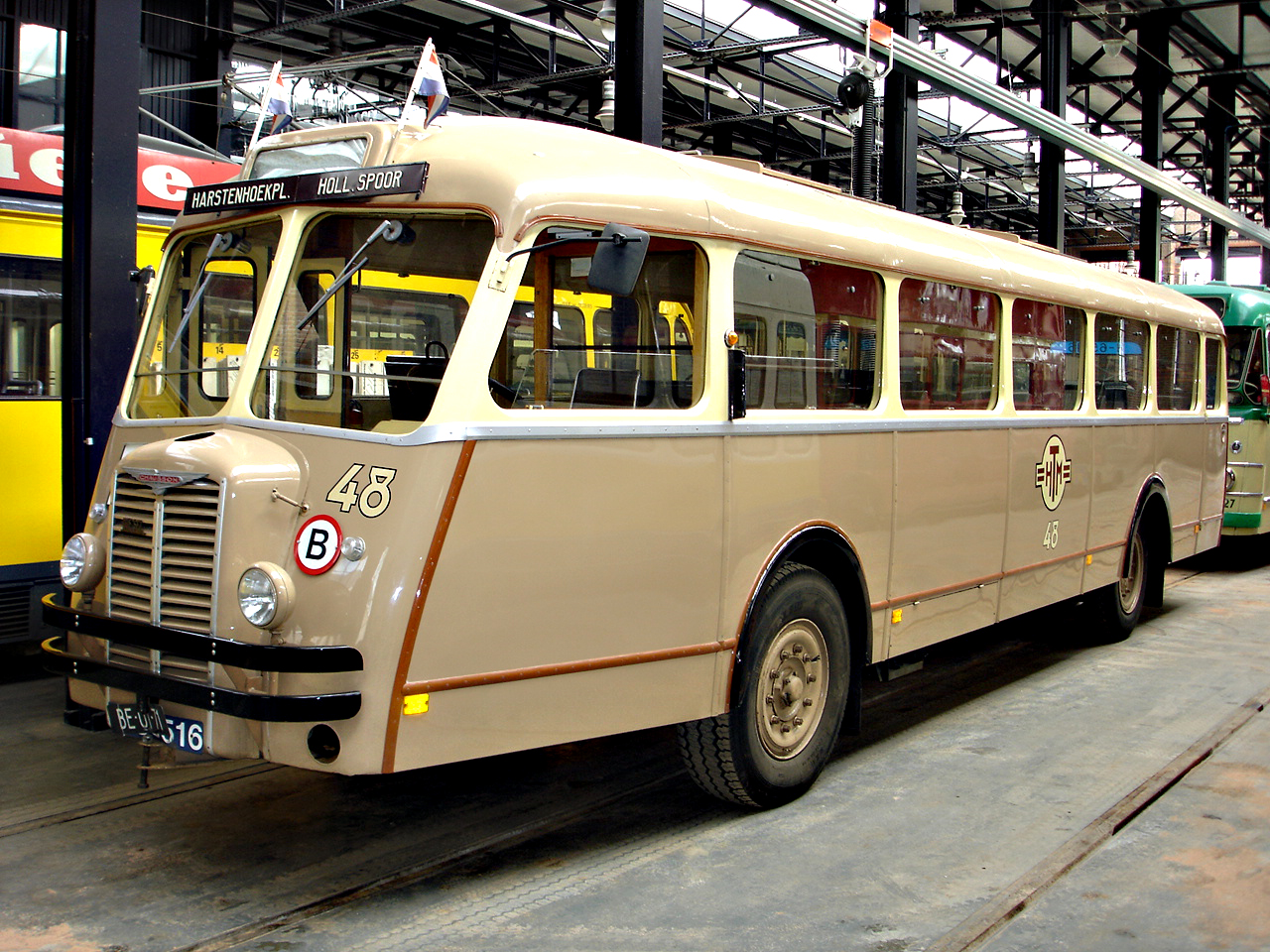

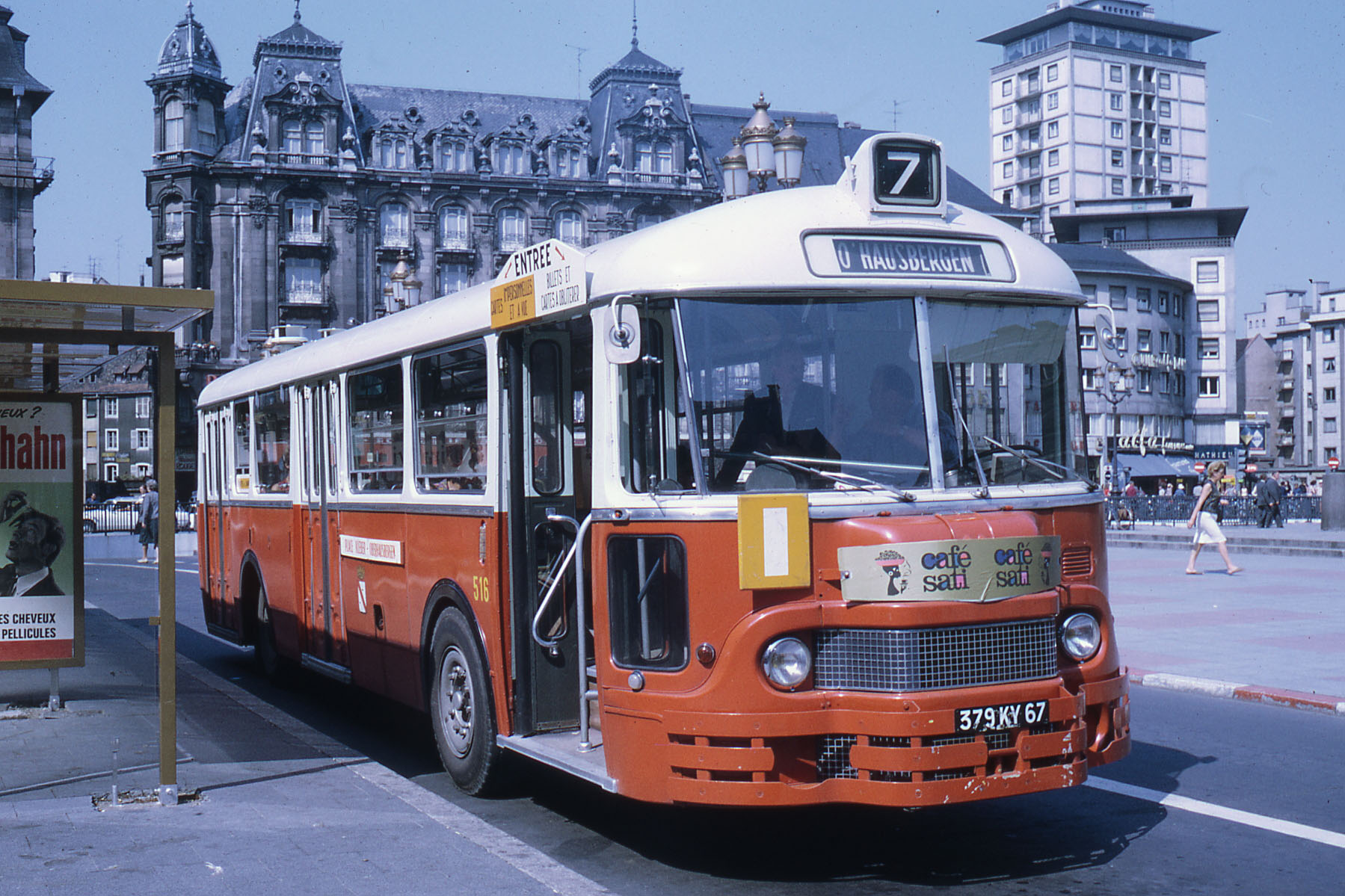

Société des usines Chausson fue una compañía francesa, con base en la región de París entre 1907 y 2000, y conocida como suministradora de componentes para la industria automovilística.
Chausson fue fundada en 1907 como “Ateliers Chausson Frères” (“Fábrica de los Hermanos Chausson”) en 1907 por dos hermanos llamados Jules y Gaston Chausson. Los clientes objetivo eran empresas automovilísticas francesas y la producción estaba focalizada en los componentes metálicos tales como radiadores y otros componentes refrigeradores, depósitos y tubos para uso en motores de alimentación de combustible y sistemas de escape.
La compañía continuó especializándose en intercambiadores de calor, y añadió la fabricación de carrocerías a su variedad especialidades en la década de 1930 cuando, a raíz de una tendencia que se había originado en EE.UU., las carrocerías de acero se convirtieron en norma entre los fabricantes automovilísticos en Europa. Después de la creación de ”Autocars Chausson” en 1942 la atención fue progresivamente focalizándose en carrocerías de autobuses durante las décadas centrales del siglo XX. Durante los años 1950 Chausson suministró cientos de autobuses para el Grupo RATP para ser utilizados en París y sus alrededores.
Durante el boom de la posguerra, siendo Peugeot y Renault sus principales accionistas, Chausson también produjo carrocerías para vehículos comerciales ligeros tales como Peugeot J7, Peugeot J9, Peugeot 404 pickup y Citroën C35. Los modelos Renault carrozados por Chausson incluyeron versiones del Renault 4 Fourgonette (una pequeña furgoneta basada en el Renault 4), Renault Estafette y Renault Trafic. Durante los años 60 y 70 la compañía también produjo, generalmente en pequeños volúmenes y más esporádicamente, cuerpos para cupés tales como el Renault Floride/Caravelle, el Opel GT y el Citroën SM.
La actividad tuvo un punto álgido en la década de 1970 cuando la empresa empleaba aproximadamente 15.000 personas, y operaba factorías en Asnières-sur-Seine, Gennevilliers, Meudon, Reims, Creil, Maubeuge y Laval. Por entonces Chausson había absorbido o se había fusionado con otras compañías en el sector del automóvil tales como Chenard et Walcker y Brissonneau and Lotz.
Durante los años 1990, con el rápido crecimiento industrial como recuerdo lejano y niveles de empleo ya bien por debajo del pico de hacía veinte años, Chausson se convirtió en un caso de "reestructuración" industrial de libro. La compañía fue obligada a buscar protección judicial por sus creditores, bajo un proceso conocido en ese tiempo como ”Dépôt de bilan”, con la obtención de un memorándum de deuda en 1993. Entre 1993 y 1995 tres planes sociales involucraron la pérdida de más de 2.549 empleos.
La última instalación productiva de la compañía, en Gennevilliers, cerró en 2000.

## Galería

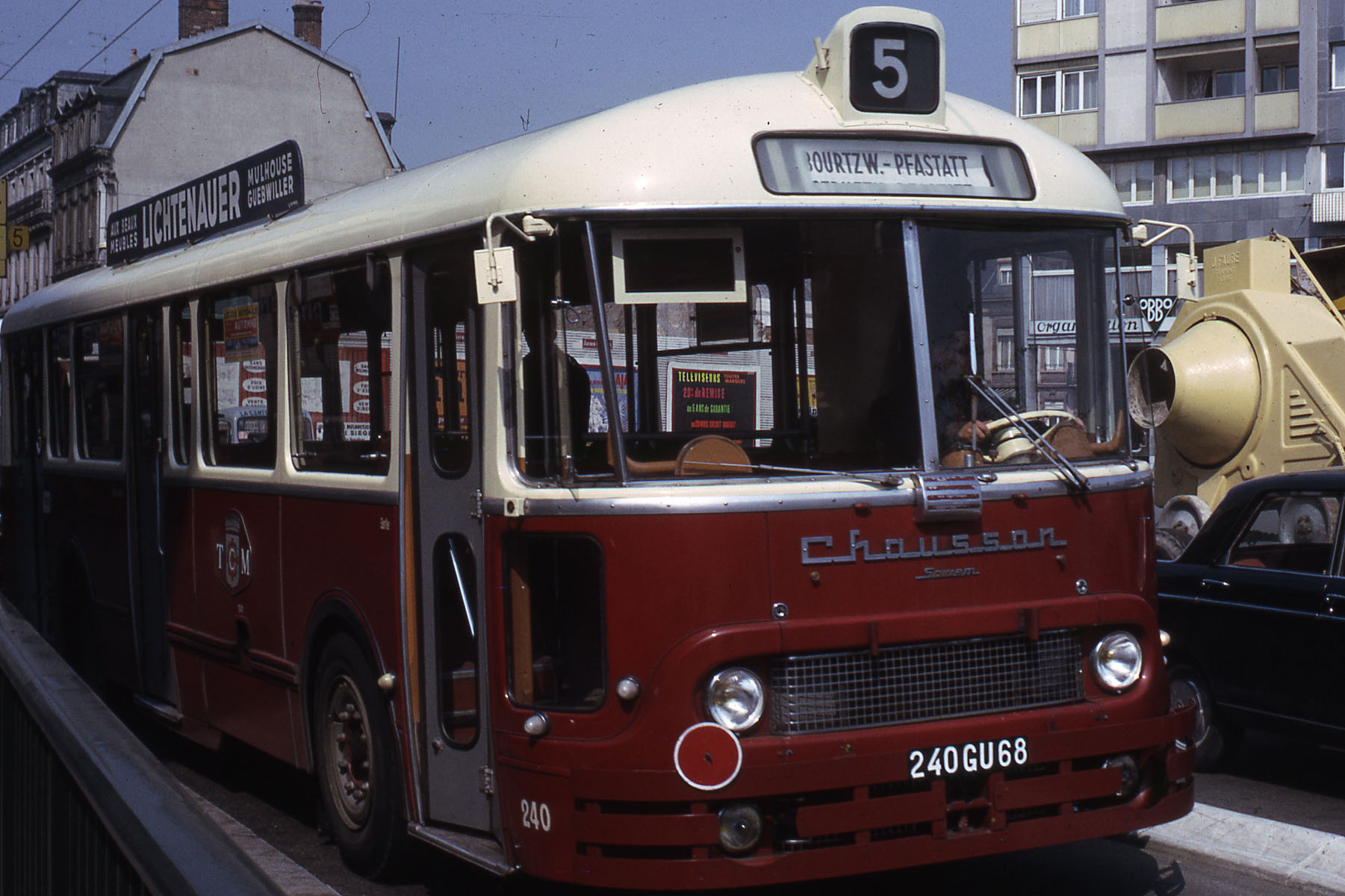
Chausson línea 5 Mulhouse, 1966
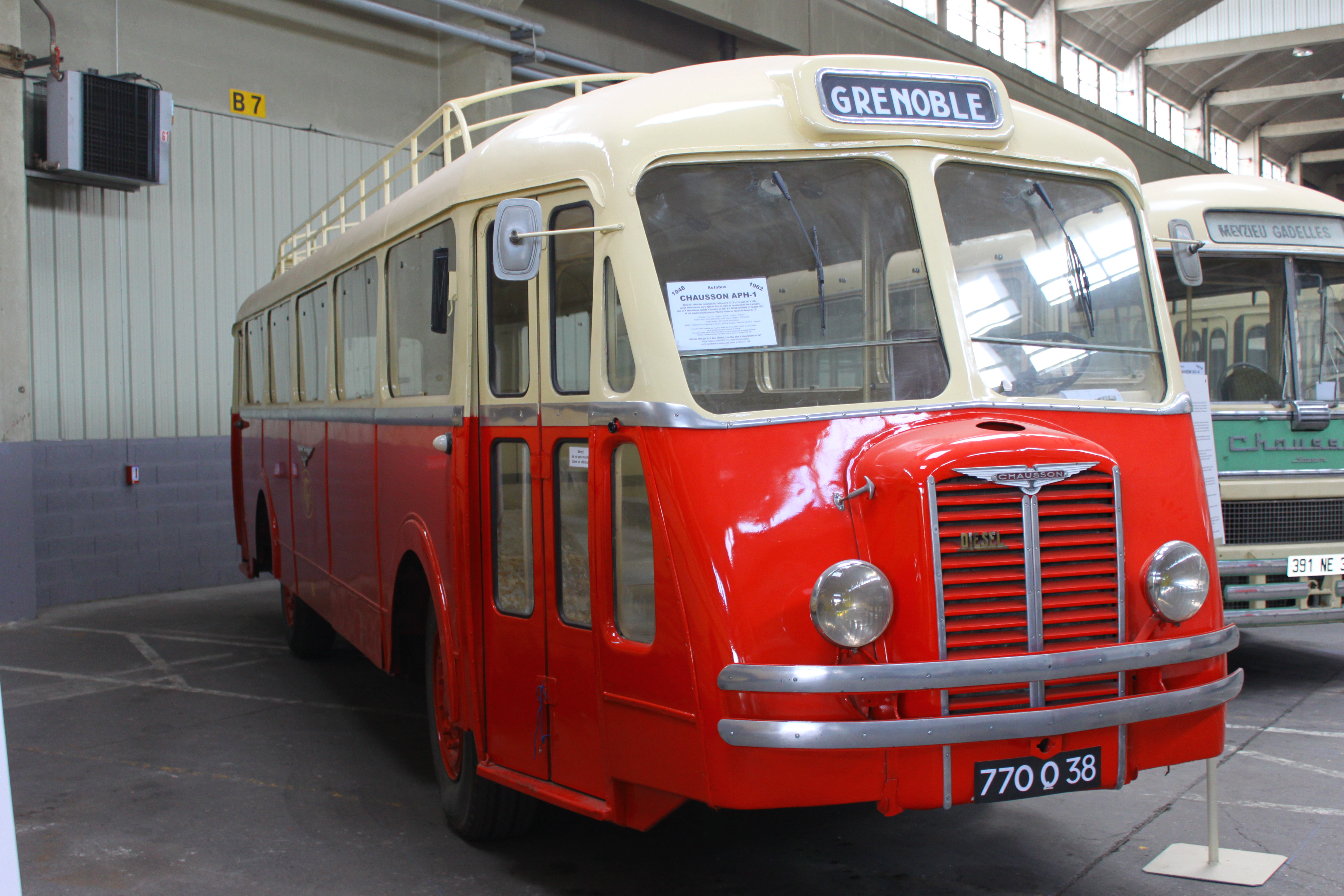
Chausson de la ciudad de Grenoble
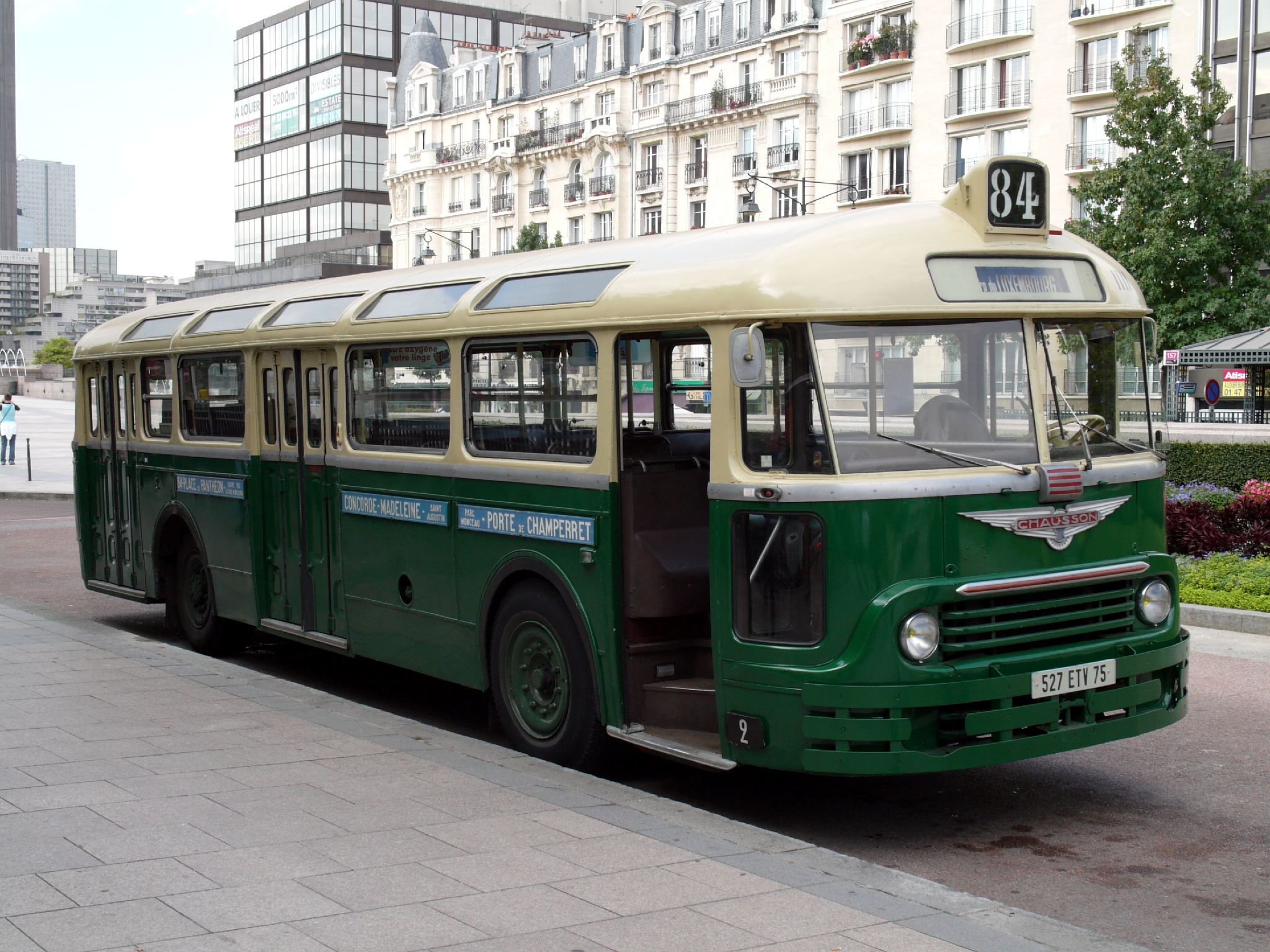
Autobús de RATP (transporte de París) carrozado por Chausson